# Únosy Japonců do Severní Koreje
Únosy japonských občanů do Severní Koreje proběhly mezi lety 1977 a 1983. Ačkoliv jen 11 Japonců bylo oficiálně označeno japonskou vládou za unesené, mohou zde být stovky obětí. Vláda Severní Korey oficiálně uznala unesení třinácti japonských občanů.
Existují výpovědi, podle které Severní Korea unesla i občany jiné země, než Japonska, včetně devíti evropských občanů.

## Pozadí
V sedmdesátých letech 20. století zmizelo mnoho Japonců žijících v přímořských částech Japonska. Ačkoliv byla Severní Korea podezírána, zprvu byl zastáván názor, že Severní Korea nemá s únosy nic společného. Většině zmizelých bylo okolo dvaceti let, nejmladší unesené Megumi Yokotě bylo v době jejího zmizení (listopad 1977) 13 let.
Někteří z obětí byli uneseni proto, aby vyučovali japonštinu a japonskou kulturu na špionážních školách Severní Koreje. Někteří se domnívají, že některé z unesených japonských žen byly unesené proto, aby se staly manželkami únosců letu Japan Airlines 351 a že někteří unesení mohou být svědky aktivit severokorejských agentů v Japonsku, což může vysvětlit únos Yokoty v tak mladém věku.
Po dlouhou dobu Severní Korea odmítala zodpovědnost za tyto únosy a tato teorie byla často považována za konspirační. Navzdory tlaku ze strany japonských rodičovských skupin, japonská vláda nic nepodnikla.

## Diskuse mezi Severní Koreou a Japonskem v roce 2002 a její důsledky
Dne 17. září 2002 japonský premiér Džuničiró Koizumi navštívil Severní Koreu a setkal se tam s Kim Čong-ilem. Za účelem normalizace vztahů s Japonskem Kim přiznal, že Severní Korea unesla třináct japonských občanů a ústně se omluvil. Sdělil, že únosy mají na svědomí „někteří lidé, kteří chtěli ukázat, že jsou hrdinové a dobrodruzi“ a odmítl přijmout odpovědnost. Během schůze Severní Korea předala úmrtní listy osmi lidí, kteří podle nich na území Severní Koreje zemřeli. V roce 2004 Severní Korea přiznala, že tyto úmrtní listy byly v rychlosti vytvořeny krátce před schůzí.
Podle ruského výzkumníka Andreia Lankova bylo toto přiznání strategickou chybou. To, co bylo zamýšleno jako gesto čestnosti široce pobouřilo jak japonskou vládu, tak širokou veřejnost. Obvinění Severní Koreje z únosu, něco, co dřív bylo považované za konspirační teorii, se ukázalo býti pravdou. Japonsko na KLDR uvalilo sankce. Podle Lankova bude vláda Severní Koreje v budoucnu dvakrát rozmýšlet, než něco podobného udělá v budoucnu.

### Navrácení pěti obětí
Později Severní Korea dovolila pěti uneseným Japonsko navštívit s tím, že se do Severní Korey musí vrátit. Návštěva proběhla dne 15. října 2002. Japonská vláda v souladu s požadavky veřejnosti odmítla unesené navrátit. Severní Korea to považovala za porušení dohody a odmítla pokračovat v diskusích.

### Návrat dětí a chotí navrácených obětí
Třem dětem z rodiny Chimurů a dvěma dětem z rodiny Hasuiků, kteří se narodili v Severní Koreji, bylo dovoleno navrátit se ke svým rodičům do Japonska po druhé návštěvě premiéra Koizumiho v Pchjongjangu dne 22. května 2004, do Japonska se vrátili 18. července 2004. Všech pět dětí se rozhodlo v Japonsku zůstat a žít jako Japonci podle jejich rodičů.
Hitomi Soga se se svým manželem a dětmi také shledala, ale jinou cestou. Její manžel, Charles Robert Jenkins, byl dezertér z armády Spojených států, který uprchl do Severní Koreje, kde se potkal se Sogou a následně si ji i vzal. Z důvodu strachu před vojenským soudem se Jenkins se svými dvěma dcerami setkal nejprve v Jakartě 9. července 2004 a poté se vrátili do Japonska 18. července téhož roku. O dva měsíce později, 11. září 2004, se Jenkins ohlásil armádě na základně Camp Zama a byl potrestán za dezerci a podporu nepřítele. Charles poté žil se svou rodinou na ostrově Sado až do své smrti v roce 2017.

### Další vyšetřování
V listopadu 2004 Severní Korea vrátila zpopelněné ostatky dvou lidí, údajně Megumi Yokoty a Kaoru Matsukiho, u kterých KLDR tvrdí, že měli po únosu zemřít. Následné japonské testy DNA prokázaly, že tyto ostatky nemohly patřit ani jedné ze zmiňovaných osob. Nezávislý vědecký časopis Nature poté publikoval článek, který provedené testy velmi kritizoval. Tyto testy byly provedené na Univerzitě Teikyo Tomiem Yoshiem, zastávající nižší akademické pozice, a to bez přítomnosti profesora. Yoshii později přiznal, že s analýzou zpopelněných ostatků neměl předchozí zkušenosti. Tato chyba – ať už úmyslná nebo neúmyslná – dále zhoršila vztahy mezi Japonskem a Severní Koreou.
Během výslechu Yasuchiho Chimura a Kaora Hasuikeho (dvou navrácených unesených) japonskou policií tito uvedli, že je unesl Sin Gwang-su a muž známý jako „Pak“. Policie si poté vyžádala zatčení Sina Gwanga-su a Choi Sunga Chol za únosy japonských občanů. Sin údajně sdělil jihokorejské policii, že o únosy osobně požádal Kim Čong-il.
V březnu 2006 policie přepadla v rámci vyšetřování možného únosu Tadaakiho Hary šest zařízení, včetně severokorejské obchodní komory. Všech šest zařízení je provázáno s Chongryonem, organizací Korejců žijících v Japonsku provázanou s KLDR.

### Současná situace (od roku 2004)

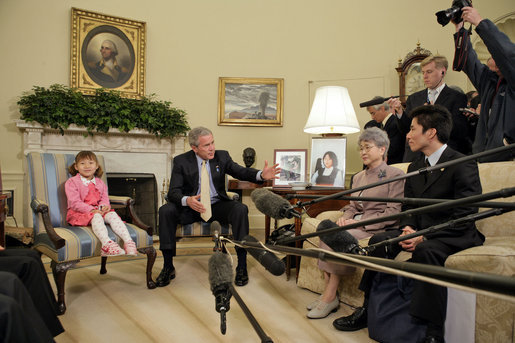
Sakie Yokota, matka unesené dívky Megumi Yokota, se v dubnu 2006 setkala s prezidentem Georgem W. Bushem v Bílém domě

KLDR stále tvrdí, že unesla pouze 13 lidí a že problém byl vyřešen navrácením pěti obětí. Japonská vláda tvrdí, že problém nebyl vyřešen a že veškeré důkazy poskytnuté Severní Koreou jsou podvržené.
Do května 2004 se ze Severní Koreje vrátilo pět obětí a jejich rodin (celkem 10 lidí). Množství údajných obětí stále nebylo nalezeno.
V roce 2004 Japonsko přijalo dva zákony omezující obchod se Severní Koreou. Dne 27. dubna 2006 Sakie Yokota, matka unesené dívky Megumi Yokoty, o únosu mluvila v podvýboru Sněmovny reprezentantů USA. Další den se setkala s prezidentem USA George W. Bushem a požádala Spojené státy o pomoc s řešením únosu. Prezident schůzku nazval jednou z nejdůležitějších schůzek za jeho působení ve funkci.
Po smrti Kom Čong-ila v prosinci 2011 vyzval Kaoru Hasuike japonskou vládu, aby zanalyzovala situaci a udělala vše, co bude v silách vlády, aby zajistila bezpečnost unesených, kteří se stále nacházejí na území KLDR.
Dne 29. srpna 2013 vypovídaly rodiny unesených (včetně Yokotových) na jednání OSN. Po dalších diskusích s Japonskem Severní Korea souhlasila, že dále únosy prozkoumá. Japonsko poté dne 4. července 2014 zrušilo některé ze sankcí proti Severní Koreje a Pchjongjang souhlasil se znovuotevřením vyšetřování unesených. V říjnu 2014 navštívila japonská delegaci Severní Koreu.
Jelikož Severní Korea nedosahovala výsledků, Japonsko sankce v březnu 2015 prodloužilo na další dva roky. Tyto sankce zahrnovaly zákaz pro severokorejské lodě kotvit v japonských přístavech a omezily obchod KLDR s Japonskem. Sankce vypršely v březnu 2017.

## Seznam obětí
Sedmnáct obětí je oficiálně uznáváno Japonskem jako oběti tohoto incidentu. Šestnáctá oběť, Minoru Tanaka, byla na seznam přidána 27. dubna 2005, po nalezení důkazů prokazujících tuto verzi. Sedmnáctá oběť byla přidána v listopadu 2006.
| Jméno            | Pohlaví | Narozen           | Okolnosti zmizení                                                   | Současný stav |
| ---------------- | ------- | ----------------- | ------------------------------------------------------------------- | --- |
| Yutaka Kume      | Muž     | cca 1925          | Zmizel 19. září 1977 z poloostrova Noto                             | Severní Korea odmítá účast na únosu |
| Megumi Yokota    | Žena    | 15. října 1964    | Zmizela 15. listopadu 1977 z Niigaty                                | Údajně zemřela 13. března 1994 v Severní Koreje [původně byl uveden rok 1993, to bylo později Severní Korejí opraveno], její rodiče odmítají uvěřit, že jejich dcera je mrtvá, dokud Sever neposkytne nezvratné důkazy |
| Minoru Tanaka    | Muž     | cca 1950          | Zmizel v červnu 1978..                                              | Severní Korea odmítá účast na únosu |
| Yaeko Taguchi    | Žena    | 10. srpna 1955    | Zmizela v červnu 1978 z neznámého místa.                            | Údajně zemřela 30. července 1986. Kim Hjon-hi, pachatelka bombového útoku let Korean Air 858, s tvrzením KLDR nesouhlasí.                                                                                              |
| Yasushi Chimura  | Muž     | 4. června 1955    | Zmizel 7. července 1978 spolu se svou přítelkyní Fukie Hamamoto     | Naživu, navrácen |
| Fukie Hamamoto   | Žena    | 8. června 1955    | Zmizela 7. července 1978 spolu se svým přítelem Yasushiem Chimurem. | Naživu, navrácena |
| Kaoru Hasuike    | Muž     | 29. září 1957     | Zmizel 31. července 1978 spolu se svou přítelkyní Yukikou Okudo.    | Naživu, navrácen |
| Yukiko Okudo     | Žena    | 15. dubna 1956    | Zmizela 31. července 1978 spolu se svým přítelem Kaorem Hasuikem.   | Naživu, navrácena |
| Hitomi Soga      | Žena    | 17. května 1959   | Zmizela spolu se svou matkou Miyoshi Sogou 12. srpna 1978.          | V roce 1980 si vzala Charlese Roberta Jenkinse, dezertéra z armády USA a v roce 2004 se vrátili do Japonska |
| Miyoshi Soga     | Žena    | cca 1932          | Zmizela společně se svou dcerou 12. srpna 1978.                     | Severní Korea tvrdí, že Miyoshi Soga nikdy do země nevstoupila. Hitomi Soga, její dcera, s tvrzením KLDR nesouhlasí.                                                                                                   |
| Rumiko Masumoto  | Žena    | 1. listopadu 1954 | Zmizela 12. srpna 1978 spolu se svým přítelem Shuichiem Ichikawem.  | Údajně zemřela 17. srpna 1981 v Severní Koreji |
| Shuichi Ichikawa | Muž     | 20. října 1954    | Zmizel 12. srpna 1978 spolu se svou přítelkyní Rumikou Masumotou.   | Údajně zemřel 4. září 1979 v Severní Koreji |
| Toru Ishioka     | Muž     | 29. června 1957   | Zmizel v květnu 1980 z Madridu během výletu po Evropě.              | Údajně zemřel 4. listopadu 1988 v Severní Koreji |
| Kaoru Matsuki    | Muž     | 23. června 1953   | Zmizel v květnu 1980 z Madridu během výletu po Evropě.              | Údajně zemřel 23. srpna 1996 v Severní Koreji |
| Tadaaki Hara     | Muž     | 10. srpna 1936    | Zmizel v červnu 1980                                                | Údajně zemřel 19. července 1986 v Severní Koreji |
| Keiko Arimoto    | Žena    | 12. ledna 1960    | Zmizela v červnu 1983. Dříve studovala v Londýně angličtinu.        | Údajně zemřela 4. listopadu 1988 v Severní Koreji. Její rodiče odmítají uvěřit, že je jejich dcera mrtvá, dokud Sever neposytne nezvratné důkazy.                                                                      |
| Kyoko Matsumoto  | Žena    | 1948              | 21. října 1977 zmizela při cestě na výuku vyšívání                  | Do roku 2010 se Severní Korea k případu nevyjádřila. |

## Další únosy provedené Severní Koreou
Severní Korea také spáchala únosy v Jižní Koreji, což je země s největším počtem občanů unesených Severem. Odhaduje se, že KLDR unesla asi 3800 Jihokorejců a odhaduje se, že okolo 485 unesených je stále v severokorejském zajetí.
V prosinci 1969 byl let Korean Air YS-11 unesen severokorejským agentem krátce po jeho vzletu. Pilot byl donucen letět a přistát v KLDR. Posádka, letadlo a sedm pasažérů se stále nevrátilo. Severní Korea tvrdí, že pilotovi udělila azyl, ale předpokládá se, že jde o další případ únosu.
V sedmdesátých letech bylo z Libanonu uneseno mnoho žen a v červenci 1977 se Severní Korea pokusila unést korejskou pianistku/herečku a jejího manžela z Jugoslávie. Severní Korea také měla unést několik jihokorejských středoškoláků.